# 布拉佐洛韋
48°45′46″N 35°59′46″E / 48.76278°N 35.99611°E
布拉佐洛韋（烏克蘭語：Бразолове），是烏克蘭的村落，位於該國中部第聶伯羅彼得羅夫斯克州，由日爾伊夫卡區負責管轄，處於小捷爾尼夫卡河畔，距離韋謝拉吉爾卡4.5公里，海拔高度112米，2001年人口189。